# Carondelet (Saint-Louis)
Carondelet est un quartier résidentiel situé au sud du centre-ville de Saint-Louis dans l'État du Missouri aux États-Unis.

## Histoire
Le village de Carondelet fut fondé par Clément Delor de Treget, originaire de Cahors en 1767. Le village et poste de traite porta d'abord le nom de Delor, puis celui de Louisbourg en hommage au roi de France. En 1796, le village prit le nom de Carondelet en l'honneur du baron François Louis Hector de Carondelet, gouverneur de la Louisiane. En 1799, la population s'élevait à 181 habitants plus trois esclaves. Au cours du XIXe siècle, l'émigration allemande va supplanter la population d'origine française.
En 1827, l'explorateur et négociant en fourrure canadien-français Jean-Baptiste Truteau y mourut de vieillesse.

## Géographie
Le village de Carondelet, devenu quartier, fut fondé à la confluence de la rivière des Pères et du Missouri, au Sud de la ville de Saint-Louis. Carondelet fut longtemps un milieu rural avec plusieurs fermes. Incorporé en 1832 à la ville de Saint-Louis, elle obtint le statut de ville indépendante en 1851. En 1860, Carondelet devint le premier quartier de Saint-Louis sous le nom de South Saint Louis. La cité est incorporée définitivement en 1870 sous le nom de Carondelet.